# Castell de Paracolls
El castell de Paracolls, o de Paracolls de Conflent, és una antiga fortificació medieval de la comuna nord-catalana de Campome, a la comarca del Conflent, en una posició elevada per damunt dels Banys de Molig.
Està emplaçat en una situació estratègica, dominant els engorjats de la Castellana (d'ací el nom Para, prestar atenció, parar compte, i Colls, pas estret, en aquest context); i formà part de la xarxa de torres de senyals que s'estenia fins a Mosset i més enllà, cap al coll de Jau. Queda elevat al davant, al sud, dels Banys de Molig. És a l'extrem nord-est de la zona central de la comuna de Campome, al sud-est de la població d'aquest nom.

## Història
Apareix documentat per primera vegada al 948, i sembla que va ser ocupat pels senyors del mateix nom del castell fins a la desaparició de la família al segle xii. Entre els segles XII i XIV es produí un canvi en les necessitats defensives de la regió, i hom deixà de prioritzar un castell poc accessible en favor d'una construcció fortificada en un indret més comunicat; i això originà el castell de Molig, on els senyors de Molig hi plantaren seu, un cop abandonat Paracolls.
Pere Talrich atribuí aquest castell com a lloc de naixença del seu imaginari trobador Berenguer de Paracolls (de fet és el nom del primer de Paracolls documentat), un àlter ego de l'escriptor de Serrallonga.

## Els Senyors de Paracolls
El primer Paracolls documentat és Berenguer de Paracolls, al segle xi, que fou pare de Ramon de Paracolls, mort després del 1102. Aquest darrer és el primer intitulat Senyor de Paracolls. A la tercera generació consten Guillem I i Bernat de Paracolls; el primer consta com a senyor, la darrera documentació és del 1154, i sembla que tingué descendència, ja que el següent amb el títol de senyor és Guillem II Bernat, fill de Bernat, del qual costa una germana, Berenguera. Guillem II Bernat, la darrera documentació del qual és del 1186, es casà amb Blanca de Conat, i foren pares de Guillem III Bernat de Paracolls. No se'n coneix el nom de la muller, però fou pare de Sibil·la I de Paracolls, morta després del 1264, que es casà amb Jasbert de Barberà i foren pares de Guillem IV Bernat, darrer senyor de Paracolls documentat, mort després del 1281.
Després de la mort del darrer, l'any 1295 Paracolls passà a ser de domini reial (el 1305 és denominat en un document Castell Reial de Paracolls). El 1312 fou infeudat a Ponç II de Caramany, fidel servidor del rei Sanç I de Mallorca, i es creà una baronia que comprenia, amb Paracolls, Molig, Coma, Estanyils, Fórnols i Croells. El 1382 Francesc de Tregurà compra la senyoria als descendents dels Caramany, i estigué en mans d'aquesta família fins que vers el 1505 morí sense descendència la baronessa Joana de Tregurà, i el títol passà a la família de la seva germana Anna, casada amb Àngel de Vilanova. Encara, el 1636 passà a mans de Gaspar de Llupià, per casament amb una descendent del matrimoni suara esmentat. Els Llupià, posteriorment ascendits a marquesos, eren barons de Paracolls i de Castellnou i senyors de Llupià i de Vilarmilà, títols que conservaren fins a la Revolució Francesa.

## L'edifici

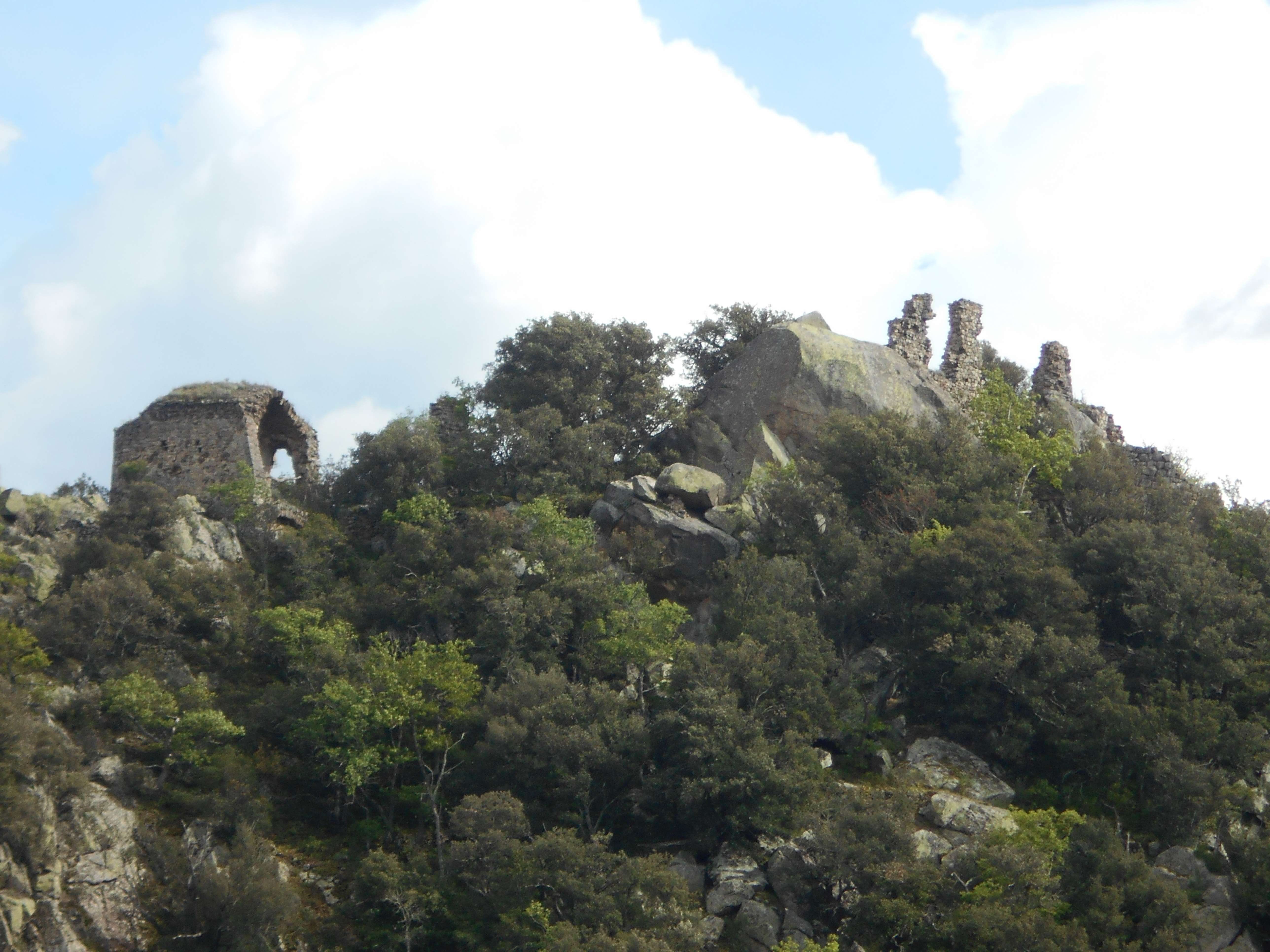
Detall de la capella i de la torre mestra del Castell de Paracolls

Se'n conserven moltes restes, i molt esmicolades. Té un recinte extens, adaptat al pla superior, accidentat, del turó rocós de granit, on actualment s'alternen els afloraments naturals de la roca amb les ruïnes del castell i de la població que contenia.

### Recinte sobirà
Al cim del turó hi ha les restes de la torre mestra, enmig d'altres restes de construccions que marquen una planta rectangular allargada irregular, encarada de sud a nord, fonamentat directament en la roca granítica natural. El mur perimetral, irregular, arrodonit en alguns angles i en angle recte en d'altres, assoleix els 4,5 metres conservats a llevant, i alçades bastant inferiors en d'altres indrets. El gruix dels murs és de 77 cm, i l'obra és feta amb pedres unides amb abundant morter. A les parets conservades es veuen vestigis de l'existència d'un pis superior.
En el mateix replà de la torre, o en els situats al seu costat, es troben dos baluards fets de pedra i fang i amb restes d'espitlleres, un d'ells marcadament semicircular. Al sud, hi ha d'altres edificacions, una d'elles molt alta, i la porta d'entrada al recinte castral, bastant desfeta, però encara molt vistent. Al nord es troba el sector més malmès, que presenta vestigis d'altres construccions que devien ser de força volum, i encara s'hi reconeix una porta, o portella, i una cisterna força grossa. Cap al nord-est es conserva una sala bastant gran, força sencera. L'aparell és molt primitiu, amb pedres petites i, en algun sector, restes d'opus spicatum.
En aquesta zona hi ha també les restes de la capella de Sant Pere, que conserva part de l'absis semicircular i un tros de la nau. Una troballa singular en aquest indret és el d'una columna amb capitell dels segles XII - XIII, que fins ara no s'ha pogut determinar amb precisió a quina mena d'edifici correspon, ja que el seu entorn està molt trinxat. També s'han trobat en aquest recinte superior nombroses marques a la pedra, moltes d'elles circulars, en forma de cassoleta, que s'ha interpretat com a vestigis del castell anterior al que ara és en ruïnes.

### Recinte jussà
El recinte jussà, que acollia el poble de Paracolls, conserva una part important del recinte inferior, que enllaçava amb el superior a la zona de la capella. El llenç occidental es conserva fins a una alçària de 6 metres al llarg d'un tram força llarg. Més a l'oest hi ha encara un altre parapet murallat, que protegeix el turó de la part plana dels seus peus. A l'interior d'aquest recinte hi ha força restes de ruïnes, probablement corresponents a les cases del poblat. El conjunt és força extens, cosa que fa veure la importància que va tenir Paracolls en els seus millors moments. L'aparell correspon als segles X - XI, moment àlgid de la baronia.